# Raglan Cycle
Raglan Cycle & Anti-Friction Ball Company Ltd. war ein britischer Hersteller von Motorrädern, Fahrrädern und Automobilen.

## Unternehmensgeschichte
Das Unternehmen aus Coventry entstand am 4. Dezember 1896 als Nachfolgeunternehmen von Taylor, Cooper and Bednell und Anti-Friction Ball Co. 1899 und 1903 entstanden einige Automobile. Der Markenname lautete Raglan. Zwischen 1903 und 1913 stellte das Unternehmen Fahrräder und Motorräder her. 1921 wurde das Unternehmen aufgelöst.

## Automobile
1896 entstanden Fahrzeuge, die den Modellen von International Motor Car ähnelten, die ihrerseits den Modellen von Benz & Cie. nachempfunden waren. Eine Serie von zwölf Fahrzeugen war geplant, es ist allerdings unklar, ob tatsächlich so viele hergestellt wurden.
1903 stand ein Forecar auf Basis eines ihrer Motorräder im Angebot. Der Motor verfügte über einen wassergekühlten Zylinderkopf und leistete 3,75 PS.